# Aviamilano F.8 Falco
L'Aviamilano F.8L Falco è un aereo da turismo sportivo biposto ad ala bassa progettato su iniziativa personale dall'ingegnere aeronautico Stelio Frati e prodotto in piccola serie, nei disegni originali, dall'azienda aeronautica italiana Aviamilano Costruzioni Aeronautiche negli anni sessanta. In seguito, il progetto venne prima rivisto e, in funzione di una commercializzazione sul mercato dell'aviazione generale statunitense, adattato alle normative FAA, quindi riprogettato per essere fornito come kit di autocostruzione negli Stati Uniti d'America.
L'F.8 Falco, che costituì la base per lo sviluppo del SIAI-Marchetti SF-260, è stato insignito del Premio Compasso d'oro 1960, unico aeromobile  nella storia (al 2023) ad aver vinto il Premio Compasso d'oro al design.

## Storia del progetto
All'inizio degli anni cinquanta il Rally di Sicilia era la prova aeronautica più importante che si teneva in Italia. È per partecipare a questa competizione che Stelio Frati  progettò un monoplano sportivo molto filante a posti affiancati costruito interamente in legno, dotato di carrello d'atterraggio triciclo retrattile. Questo velivolo, che assomigliava a un piccolo caccia, potenziato da un motore a pistoni Continental C90 da 90 hp, invece era concepito per l'acrobazia aerea. Costruito in un piccolo laboratorio di Pioltello, alle porte di Milano, il prototipo fu caricato nel giugno 1955 su un rimorchio trainato da un cavallo e trasportato all'aeroporto di Linate dove fece il suo primo volo il 15 giugno 1955 pilotato da Ettore Wengi. Un problema all'impianto dell'olio impedì al velivolo, immatricolato I-RAID e contrassegnato dal numero di gara 18, di partecipare al Rally di Sicilia, ma la sua presenza fu notata sia a Pescara che alla quinta fiera dell'aviazione al Lido di Venezia.

### Aviamilano F.8L Falco
Il prototipo F.8 era un potente aereo, ma secondo l'opinione generale mancava di un po' di potenza e, soprattutto, era ritenuto eccessivamente sensibile. Adattato per una eventuale produzione in serie, un secondo prototipo (marche I-TRIP) fu costruito dall'Aviamilano Costruzioni Aeronautiche. Decollò per la prima volta il 25 aprile 1956 motorizzato da un Lycoming O-290-D2B da 135 hp. Il velivolo era trainato da un'elica bipala a passo fisso, era dotato di un'ala allungata di 20 cm e di una coda leggermente ridisegnata, con una spina dorsale capace di rendere il volo più stabile. Anche il carrello d'atterraggio fu cambiato.
Questo apparecchio sarebbe stato costruito in serie da diverse società italiane:
- F.8L Falco Serie I: 10 esemplari (I-TRIP inclusa) costruiti da Aviamilano con motore Lycoming O-290-D2B da 135 hp ed elica a passo fisso.
- F.8L Falco Serie II: 20 esemplari (11 per Aviamilano) prodotti nel periodo 1957-1958 con motore Lycoming O-320-A2A da 150 hp trainato a scelta o da un'elica bipala a passo fisso o da un'elica a velocità costante. Questo nuovo modello si distingueva esternamente dal precedente per l'adozione di un nuovo parabrezza, senza montante centrale. Un esemplare fu motorizzato con un Lycoming O-340 da 170 hp.
- Serie F.8L Falco III: il Falco subì una serie di modifiche per soddisfare la certificazione americana CAR Part 3 (tra gli altri, comandi di volo metallici, struttura rinforzata per un fattore di carico di 8,7 g a pieno carico e 9,7 g per acrobazia). 60 esemplari furono costruiti dalla ditta Aeromere, talvolta commercializzato con il nome di Aeromere Falco America. Uno di questi esemplari, l'I-GETT, costruito nel 1960 e oppurtunamente modificato dal suo proprietario (aggiunta di serbatoi per portare l'autonomia da circa 3 ore a 10-12 ore), permise a quest'ultimo di volare da Voghera (PV) a Fortaleza in Brasile e ritorno nel 1975 in solitaria.[7]
- F.8L Falco Serie IV: L'azienda Laverda, che acquisì Aeromere nel 1964, cercò nel 1968 di rilanciare la produzione del F.8L proponendolo con un Lycoming O-320-B3B da 160 hp trainato da un'elica bipala a velocità costante. Riconoscibile per i tubi di scarico sui lati del cofano, questo modello fu prodotto in soli 20 esemplari, commercializzato come Laverda Super Falco.

### Sequoia Falco

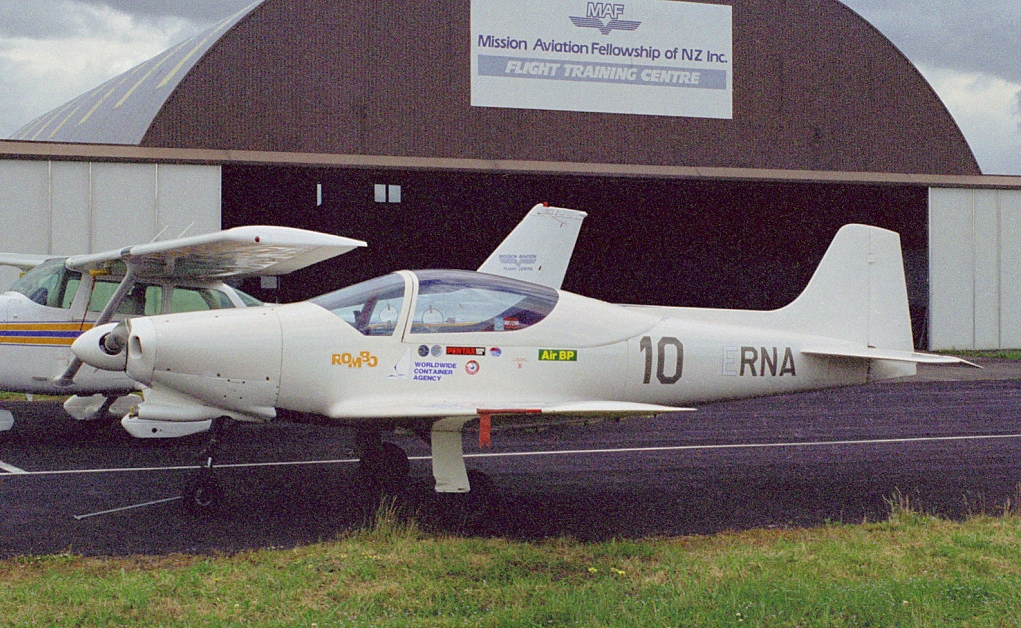
Il Falco Serie I n° 104 marche ZK-RNA andò perduto in un incidente il 6 febbraio 1999.

Nel 1979 David B. Thurston, meglio conosciuto per il suo idrovolante Lago o Teal, ridisegnò il Falco, che non era più prodotto in serie, al fine di adeguarlo alla costruzione amatoriale in kit. Questi kit sono venduti dall'azienda aeronautica Sequoia Aircraft Corporation di Richmond in Virginia. Il Sequoia Falco è certificato per l'acrobazia con fattori di carico tra 6 g e -3 g.
Da quanto riportato dal sito aziendale, al maggio 2014 il kit era offerto ad un prezzo base di $ 106 375 per la versione 160 hp Falco e $105 325 per la versione 180 hp Falco, forniti di elica ma sprovvisti di motore (più $28 600 per il Lycoming YIO-320-B1A, da 160 hp e $28 700 per il Lycoming YIO-360-B1E da 180 hp), né ruote o freni del carrello principale.